# Ožiljak
Ožiljak je zajednički naziv za tkivo koje se stvara poslije prekida integriteta nekog pokrovnog tkiva (kože ili sluznice) ili poslije ozljede nekog organa (ožiljak poslije infarkta bubrega ili miokarda, ožiljak na mozgu, ožiljne promjene plućnog apscesa ili tuberkuloze). Ožiljak u pravilu sadrži više ili manje obilno vezivno tkivo.

## Karakteristike ožiljka
Bilo da je posljedica ozljede, kirurškog zahvata ili opekline, zahvaćeni dio tijela uvijek je više ili manje izobličen, jer se ožiljkasto tkivo većinom sastoji od kolagenskih stanica. Zbog toga su ožiljci gotovo uvijek drukčije boje od okolne kože, nemaju žlijezde znojnice niti folikule dlaka ili kose. Opsežnost i tvrdoća ožiljka ovise o mnogim činiteljima, primjerice o veličini i dubini rane, krvnoj opskrbi tog područja, općem i lokalnom zdravstvenom stanju, dobi pacijenta, mjestu rane, debljini i boji kože i dr. Neki ljudi, pak, imaju veće sklonosti stvoriti izbočen i upadljiv ožiljak (keloid).
Ožiljci koji najčešće zahtijevaju dodatnu plastičnu korekciju su, primjerice, hipertrofični, keloidni, opsežni ožiljci s posljedičnom kontrakturom lokalne kože. Pod pojmom hipertrofični podrazumijeva se ožiljak koji nastaje unutar granica incizije (reza), s tankim slojem zacrvenjene kože koja izrasta iz podloge. Za razliku od hipertrofičnog ožiljka, keloidi su tamnije boje i prerastaju rubove rane. Najčešće su smješteni u području ramena, uške, vrata i prsne kosti. Kontraktura kao posljedica težih oblika ožiljaka posebice nastaje kao rezultat gubitka veće površine kože u području rane, a tipične su i za duboke i opsežne opekline. Zbog funkcijskih poremećaja, zahtijeva kirurški tretman.
Usporedba keloida i hipertrofičnog ožiljka
|                                        | Keloid     | Hipertrofični ožiljak |
| -------------------------------------- | ---------- | --------------------- |
| Najčešći izgled                        | tamne boje | svijetle boje         |
| Ispupčenje iznad razine kože           | da         | ne                    |
| Reakcija na tretman                    | ne         | da                    |
| Testovi koji omogućavaju razliku       | ne         | ne                    |
| Pregled stručnjaka, najbolja dijagnoza | da         | ne                    |

## Tipovi ožiljaka
Ožiljci se svrstavaju u četiri kategorije:
1. kožni ožiljci
2. ožiljci u digestivnom traktu
3. ožiljci na organima
4. koštani ožiljci (kalusi).

#### Kožni ožiljci
Crtasti, jedva vidljivi, meki ožiljak najčešće nastaje poslije kirurškog zahvata na aseptičnoj kožnoj rani, čiji su rubovi sastavljeni koncem ili kirurškim kopčama. Naziva se i primarni ožiljak (lat. per primam intentionem - primarno zarastavanje). 
U slučaju gnojenja rane ožiljak je širi, najprije crvenkaste boje, a poslije bijele; neosjetljiv u svom središnjem dijelu i fiksiran za dublje strukture. Ovi ožiljci mogu postati pruriginozni ili biti popraćeni neuralgičnim bolovima (bolovi uzrokovani iritacijom u području živca), ako su u ožiljku zahvaćena sitna nervna vlakna. 
Naborani ožiljci, kakvi se često stvaraju poslije opekotina, mogu nastati i iz drugih uzroka na nekim dijelovima tijela (udovi, prsti). Oni su osobito teški ako zahvaćaju zglobove, čije pokrete otežavaju, ili ako se nalaze u predjelima prirodnih tjelesnih otvora.
Ožiljak može biti vrlo tanak, kao što je kod starijih ljudi, ili ispupčen i hipertrofičan, stvarajući keloid. Neki ožiljci (od opekotina ili oštećenja rendgenskim zračenjem) olakšavaju nastajanje kožnih epitelioma. 

#### Ožiljci u digestivnom traktu
Takvi ožiljci dovode do suženja (stenoza).

#### Ožiljci na organima
Takve ožiljke čini fibrosklerozno tkivo koje nema funkcionalnih osobina organa u kojem se nalazi.

#### Koštani ožiljci (kalusi)
Stvaraju se na mjestu prijeloma kosti poslije zarašćivanja prelomljenih dijelova.

## Ožiljčavanje (cikatrizacija)
Ožiljčavanje (cikatrizacija) je nastanak ožiljka, proces pretvaranja mladog vezivnog tkiva u ožiljno tkivo pri popunjavanju većeg defetka u tkivima ili organima, nastalog pri raznim oštećenjima ill pri zarastanju rana. 
Do stvaranja ožiljka uvijek dolazi pri oštećenju visoko diferenciranih stanica i tkiva (stanice i tkiva koji ne posjeduju sposobnost regeneracije, tj. obnavljanja) te se zamjenjuju obično vezivnim tkivom, a u središnjem živčanom sustavu neurologijom. Nekrotično tkivo, strana tijela i prisustvo gnoja usporavaju cikatrizaciju.

#### Sredstva koja potpomažu cikatrizaciju
Obično lijekovi koji ubrzavaju i potpomažu stvaranje ožiljka na mjestu rane (antisepsa rane, kauterizacija, vitaminski preparati itd.).

## Mogućnosti tretiranja ožiljaka
Ožiljci najčešće ne zahtijevaju nikakav poseban tretman. No, u određenim slučajevima može doći do poremećaja cijeljenja i stvaranja "nefizioloških" ožiljaka koji neizostavno zahtijevaju terapiju (hipertrofični ožiljci, atrofični ožiljci, keloid). Prva linija izbora u terapiji "nefizioloških" ožiljaka je primjena lokalnih preparata, gelova ili flastera kad god je to moguće.
Druge mogućnosti u tretmanu i njezi ožiljaka su injekcije kortikosteroidnih lijekova, operativni zahvati uklanjanja, krioterapija (smrzavanje tekućim dušikom), dermoabrazija, zatim uporaba lasera i druge. Sve invazivne metode se kombiniraju s lokalnim sredstvima, gelovima ili flasterima.

#### Neke metode tretiranja ožiljaka
- Ne činiti ništa - takav pristup katkad spašava pacijenta od drugih kasnijih problema zbog pokušaja liječenja ožiljka.
- Primjena steroidnih lijekova - može smanjiti crvenilo hipertrofičnog i keloidnog ožiljka. Terapija se primjenjuje u obliku injekcija izravno u ožiljkasto tkivo. Postupak se može ponavljati nekoliko puta, no valja uzeti u obzir kontraindikacije.
- Primjena preparata za ublažavanje ožiljaka - u farmaceutskoj ponudi postoje brojni preparati iz ove grupacije. O konačnom izboru najbolje je posavjetovati se s liječnikom ili farmaceutom.
- Primjena fizikalne terapije - kupke, masaže, elektro-terapija, mangetska terapija i druge tehnike, pravilno primijenjene, mogu znatno poboljšati lokalni nalaz, ali i opće zadovoljstvo pacijenta.
- Silikonske gel pločice - silikonske gel pločice postavljaju se na ožiljak i nose se 24 sata na dan.
- Kirurška tehnika Z-plastike - brojne su prednosti Z-plastike, klasične metode revizije ožiljka. Načelo operacije je preusmjeravanje linije i napetosti ožiljka, koristeći se malim trokutastim lokalnim zaliscima. Novooblikovani ožiljak slijedi prirodne linije tijela i stoga je manje uočljiv. Postoje i brojne slične tehnike, primjerice W-plastika, Y-V plastika i dr.
- Dermoabrazija - dermoabrazija omekšava i stanjuje površinu ožiljka. Klasična dermoabrazija četkicama ima viši stupanj rizika od novijih tehnika dermoabrazije (primjerice dermoabrazije tekućim kristalićima).
- Laser - laserska terapija daje dobre rezultate ako je na temelju dobre indikacije izabran dobar tip lasera, uz znanje i iskustvo operatera koji primjenjuje laser. Postoji nekoliko tipova lasera koji se uspješno koriste. Često se koristi CO2 i Erbium YAG laser, NdYAG laser i drugi.
- Tkivni ekspanderi - tkivni ekspanderi su "baloni" koji se postavljaju pored ožiljka ispod lokalne zdrave kože, s namjerom da se rastezanjem lokalne zdrave kože dobije dovoljno "materijala" za rješavanje kožnog defekta nakon odstranjenja ožiljka.
- Kožni presadci - nekoliko tehnika koristi zdravu kožu pacijenta različite debljine za rješavanje ožiljka. Ovisno o dubini uzetog presatka na mjestu donora, tj. na mjestu odakle je transplantat uzet, također je moguć nastanak ožiljka.
- Injekcija kolagena - injekcije kolagena koriste se za ožiljke koji su ispod razine lokalne zdrave kože. Rezultat takve terapije uočljiv je odmah, ali ne mora biti trajan. Moguće su neželjene lokalne reakcije kože.

## Korekcija ožiljaka
Kirurška revizija ožiljka, provedena po načelima plastično-rekonstrukcijske kirurgije, podrazumijeva grupu tehnika koje se koriste s namjerom da se ožiljak učini kozmetičko-estetskim i funkcionalno prihvatljivijim. No, uspjeh ne ovisi izravno samo o primjeni najprikladnije tehnike, nego i o zahtjevnosti i težini samog ožiljka.

#### Uvjeti kirurškog zahvata
Da bi se mogla izvršiti revizija ožiljka pacijent treba biti dobroga općeg stanja, bez akutnih bolesti ili drugih ozbiljnih medicinskih stanja. Niti jedan ožiljak ne može biti potpuno izbrisan, ali u plastično-rekonstrukcijskoj kirurgiji veći je broj pristupa i tehnika kojima se može postići prihvatljiviji izgled ožiljka. 
Uz tehniku lasera, injekcijske preparate i brojne druge načine i mogućnosti liječenja ožiljaka, kirurške tehnike utemeljene na vještini korištenja skalpela često su nezaobilazne u postizanju željene revizije ožiljka. Ovisno o ožiljku, dobi pacijenta i izabranoj tehnici revizije, potrebno je izabrati najpovoljniju vrstu anestezije. Manji zahvati se mogu učiniti u lokalnoj ili provodnoj anesteziji, a za veće se ožiljke rabi opća anestezija.

#### Prognoza i tretiranje nakon zahvata
Postoji 90% šanse da će ožiljak nakon revizije biti bolji, devet posto da će i nakon revizije biti gotovo isti, odnosno jedan posto da bi ga izvedena korekcija mogla učiniti estetski manje prihvatljivim nego što je bio prije korekcije.
Nakon provedenog tretmana ožiljka, iznimno je važno pridržavati se svih uputa liječnika. Od općih uputa potrebno je pridržavati se trajne zaštite mjesta ožiljka od izravnog izlaganja sunčevoj svjetlosti. Primjerene masaže i kupke mogu djelotvorno utjecati na konačni rezultat tretiranog ožiljka.

## Vanjske poveznice
- Web stranice "Zdrav život"  Arhivirana inačica izvorne stranice od 21. rujna 2011. (Wayback Machine)

|  | Molimo pročitajte upozorenje o korištenju medicinskih informacija. Ne provodite liječenje bez savjetovanja s liječnikom! |